# أبو سفيان بن قمو
أبو سفيان إبراهيم أحمد حمودة بن قمو (مواليد 26 يونيو 1959) مواطن لدولة ليبيا وزعيم ميليشيا إسلامية تعرف باسم أنصار الشريعة في درنة. احتجز معتقلا بلا محاكمة في معتقل غوانتانامو الأميركي، في كوبا. فرقة العمل المشتركة بغوانتانامو لمكافحة الإرهاب ذكرت في تقريرها التحليلي أنه قد ولد في 26 يونيو 1959، في درنة، ليبيا.:
نقل قمو إلى ليبيا في 28 سبتمبر 2007. في 2011 كان زعيمًا لعصابة من المقاتلين في مسقط رأسه درنة خلال الحرب الأهلية الليبية 2011. بعد الحرب، تزعم جماعة أنصار الشريعة فرع درنة.

## تاريخه السابق
كشف ملف من سنة 2005 في ويكيليكس يزعم أنه قد عمل كسائق دبابة في الجيش الليبي. لاحقًا سافر إلى أفغانستان وتدرّب في مخيم تورخم التابع لبن لادن. بعد مقاتلة السوفيت في أفغانستان، زعم العمل كسائق شاحنة لوادي العقيق، إحدى شركات بن لادن في سوبا، السودان. انضم لاحقًا إلى الجماعة الليبية المقاتلة، انضم لطالبان في 1998، وكان «عضو محتمل بالقاعدة وعضوًا في الشبكة الأفريقية المتطرفة.»

## إطلاق سراحه وعودته لبلاده
أطلق سراح قمو في أكتوبر 2007. ونقل إلى ليبيا في 28 سبتمبر 2007 وأطلق سراحه من سجن أبو سليم في 2010 بعد العفو الذي صدر عن السجن السياسيين.

## الحرب الأهلية الليبية
في 2011 أصبح قمو زعيم عصابة من المقاتلين في مسقط رأسه درنة دعيت باسم أنصار الشريعة كفرع من تنظيم أكبر يحمل نفس الاسم خلال الحرب الأهلية الليبية.
ذكرت فوكس نيوز احتمالية أن يكون قمو متورط أو قيادي بالهجوم على القنصلية الأمريكية في بنغازي في 11 سبتمبر 2012، الذي نتج عنه مقتل أربعة دبلوماسيين أميركيين بما فيهم السفير الأميركي كريستوفر ستيفنز. لكن، في سبتمبر 2012،  ذكر مسؤول الأمن القومي بالولايات المتحدة  لمجلة ماذر جونز أن «ذاك التقرير خاطئ، ليس هناك معلومات استخباراتية تشير إلى أنه كان يقود الهجوم على القنصلية في ذلك المساء.» وقد ذكرت نيويورك تايمز هذه المزاعم أيضًا. تقارير أخرى تشير إلى أن أعضاء من جماعة بن قمو في درنة يمكن أن يكونوا قد حضروا إلى بنغازي في وقت الهجوم.